# Otto Guggenberg
Otto Guggenberg (Bressanone, 28 agosto 1887 – Bressanone, 9 gennaio 1971) è stato un politico italiano di madrelingua tedesca.

## Biografia
Fu deputato della I e della II legislatura della Repubblica Italiana.